# بورتو نوفو

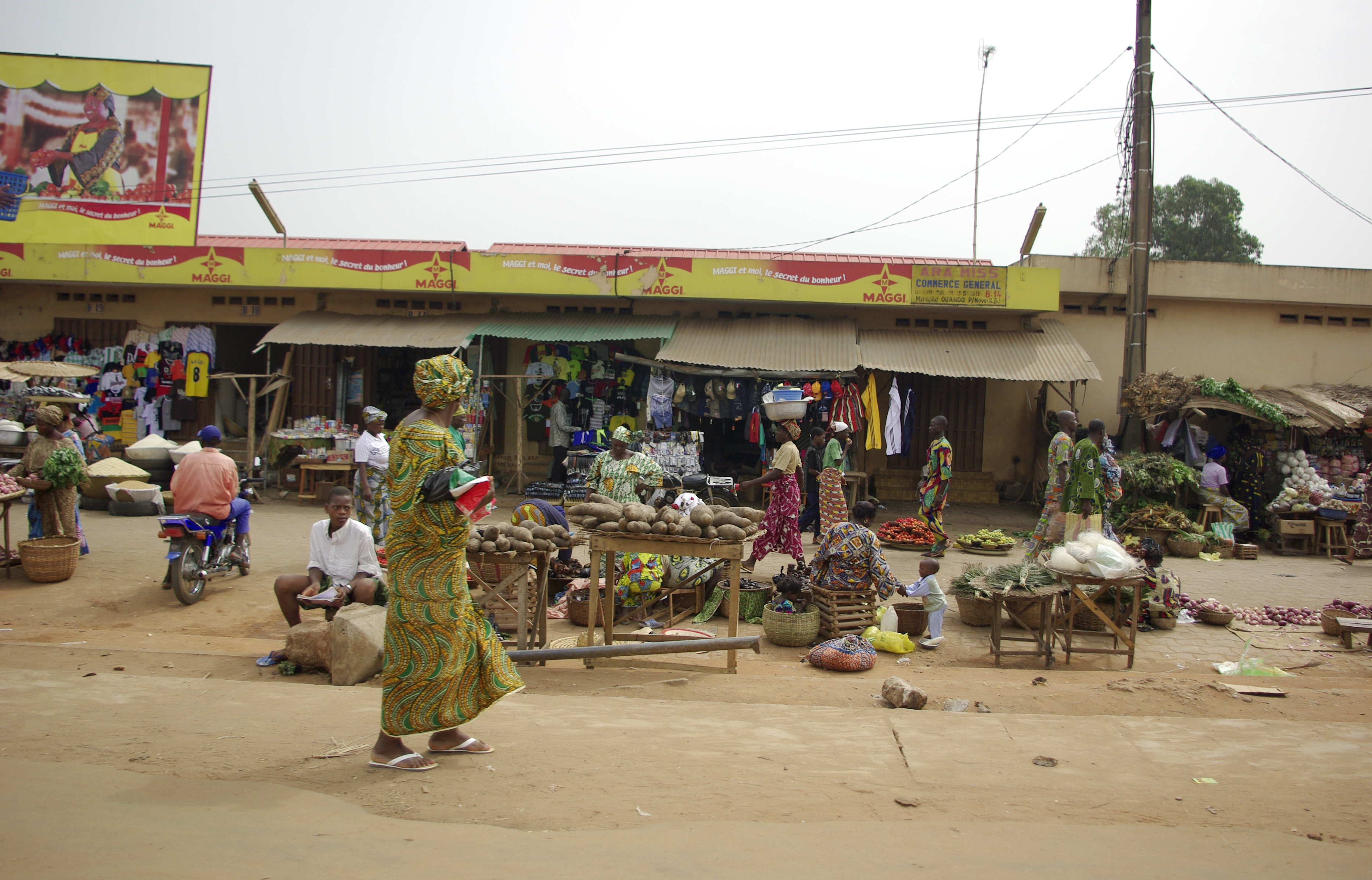
سوق ببورتو نوفو

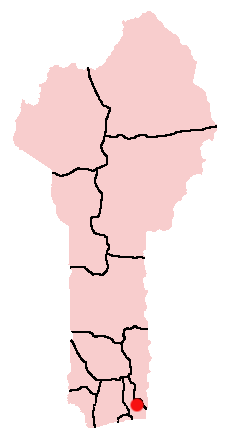
موقع العاصمة بورتو نوفو

بورتو نوفو وتُعرف أيضاً باسم هوجبونو (Hogbonou) وادجاسى (Adjacé) يُقدر عدد سكانها ب 223,552 (طبقاً لإحصائيات 2002) هي عاصمة بنين في غربي إفريقيا، عبارة عن ميناء عند مدخل خليج غينيا يقع في القسم الجنوبي شرقي للبلاد وتُعد ثاني أكبر مدن بنين، غير أن معظم نشاط البلاد الحكومي يقع في مدينة كوتونو. تقع المنطقة في جنوبي بنين، على هور بورتو-نوفو، وهو لسان مائي من خليج غينيا في المحيط الأطلسي. تنتج المنطقة المحيطة بالمدينة زيت النخيل والقطن والقبُك(ألياف تكون حول بذور شجرة تستخدم في حشو الوسائد) وتم اكتشاف البترول عند شاطئ المدينة في التسعينيات لتصبح مُصدر هام للبترول.

## نبذة تاريخية
ربما تكون بورتو نوفو قد تأسست في القرن السابع عشر الميلادي على يد شعب أدجا الإفريقي الأسمر. وبعد ذلك أشتغل البرتغاليون في تجارة الرقيق في المدينة. وأصبحت بورتو نوفو مركزاً لتجارة الرقيق في القرن الثامن عشر الميلادي، وبدأ النفوذ الإستعماري الفرنسي في المنطقة في السبعينات من القرن الثامن عشر الميلادي، وأصبحت المدينة العاصمة الإقليمية لإفريقيا الفرنسية الغربية، بعد إنشاء هذه المستعمرة عام 1904م. ولدى حصول بنين على استقلالها عن فرنسا عام 1960م أصبحت بورتو نوفو عاصمة لها.
1. ↑  "Bénin-France/Le maire de Lyon loue la démocratie béninoise" (بالفرنسية). Retrieved 2023-02-06.
2. ↑  GeoNames (بالإنجليزية), 2005, QID:Q830106
3. 1 2  الموسوعة العربية العالمية

## المناخ
يظهر الجدول التالي التغييرات المناخية على مدار السنة لبورتو نوفو:
| البيانات المناخية لـبورتو نوفو | البيانات المناخية لـبورتو نوفو | البيانات المناخية لـبورتو نوفو | البيانات المناخية لـبورتو نوفو | البيانات المناخية لـبورتو نوفو | البيانات المناخية لـبورتو نوفو | البيانات المناخية لـبورتو نوفو | البيانات المناخية لـبورتو نوفو | البيانات المناخية لـبورتو نوفو | البيانات المناخية لـبورتو نوفو | البيانات المناخية لـبورتو نوفو | البيانات المناخية لـبورتو نوفو | البيانات المناخية لـبورتو نوفو | البيانات المناخية لـبورتو نوفو |
| الشهر                          | يناير                          | فبراير                         | مارس                           | أبريل                          | مايو                           | يونيو                          | يوليو                          | أغسطس                          | سبتمبر                         | أكتوبر                         | نوفمبر                         | ديسمبر                         | المعدل السنوي                  |
| ------------------------------ | ------------------------------ | ------------------------------ | ------------------------------ | ------------------------------ | ------------------------------ | ------------------------------ | ------------------------------ | ------------------------------ | ------------------------------ | ------------------------------ | ------------------------------ | ------------------------------ | ------------------------------ |
| المتوسط اليومي °م (°ف)         | 27 (81)                        | 28 (82)                        | 28 (82)                        | 28 (82)                        | 27 (81)                        | 26 (79)                        | 25 (77)                        | 25 (77)                        | 25 (77)                        | 26 (79)                        | 27 (81)                        | 27 (81)                        | 26 (79)                        |
| الهطول مم (إنش)                | 23 (0.9)                       | 34 (1.3)                       | 86 (3.4)                       | 127 (5.0)                      | 215 (8.5)                      | 370 (14.6)                     | 129 (5.1)                      | 44 (1.7)                       | 89 (3.5)                       | 140 (5.5)                      | 52 (2.0)                       | 16 (0.6)                       | 1٬326 (52.2)                   |
| المصدر:                        |                                |                                |                                |                                |                                |                                |                                |                                |                                |                                |                                |                                |                                |

## توأمة
لبورتو نوفو اتفاقيات توأمة مع:
- سيرجي

## أعلام
- موسى لاتونجي
- دجيمان كوكو
- لوك نياكادجا
- سيداث تشوموغو
- أنيست أدجاموسي

## المصدر
ويكيبديا الإنجليزية
1. ↑  "Weatherbase". Weatherbase. مؤرشف من الأصل في 2020-03-06. اطلع عليه بتاريخ 2012-12-13.